# De Wachter Sions
De Wachter Sions is het weekblad van de Gereformeerde Gemeenten in Nederland. Het blad heeft een oplage van 7.500 exemplaren. Het aantal abonnees stijgt, ondanks de landelijk dalende trend van kerkelijke tijdschriften. De hoofdredacteur van het blad is Jochem Roos. In het blad zijn af en toe artikelen te vinden over het leergeschil tussen de Gereformeerde Gemeenten en de Gereformeerde Gemeenten in Nederland, vanwege de scheuring in 1953.
Het blad verschijnt sinds 1953, het oprichtingsjaar van het kerkverband. In het eerste nummer van het blad op 28 augustus 1953 werd de reden van de stichting vermeld: In verband met de droeve gebeurtenissen, als gevolg van de onwettige en onkerkrechtelijke besluiten en handelingen der Generale Synode, is een scheidslijn door onze Gemeenten getrokken en is de roep om een duidelijke en juiste voorlichting steeds sterker geworden, vooral met het oog op de onware en onoprechte weergave van de feiten door „De Saambinder". Reeds op de eerste vergaderingen, welke te Alblasserdam en te Gouda werden gehouden, kwam de noodzakelijkheid van een eigen correspondentieblad naar voren. Het blad werd de opvolger van de Kerkbode van de gemeente te Gouda, die door de kerkelijke omstandigheden deels al landelijk werd gelezen.